# Estádio King Zwelithini
O Estádio King Zwelithini é um estádio multi-uso em Umlazi, um subúrbio de Durban, África do Sul. Atualmente é usado principalmente para jogos de futebol e foi reformulado em 2010 para ser utilizado como um campo de treinamento para as equipes participantes da Copa do Mundo FIFA de 2010. A pequena capacidade do estádio foi ampliada de 5.000 para 10.000, como um legado da Copa.
O estádio tem este o nome em homenagem ao Rei Zulu Goodwill Zwelithini kaBhekuzulu.